# Патрік Демаршельє
 Патрі́к Демаршельє́  (фр. Patrick Demarchelier, 21 серпня 1943, Гавр — 31 березня 2022) — французький фотограф, один з найпродуктивніших фешн-фотографів. Найвідоміші роботи: фотоальбом «Патрік Демаршельє: Фотографії» («Patrick Demarchelier: Photographs», 1995), «Патрік Демаршельє: Відкриття елегантності» («Patrick Demarchelier: Exposing Elegance», 1997), «Патрік Демаршельє: Форми» ("Patrick Demarchelier: Forms ", 1998). Отримав нагороду Елеонор Ламберт (Eleanor Lambert Award) у 2007 році, став Офіцером Ордена Літератури і Мистецтва, працював з Calvin Klein, Ralph Lauren, Versace, Chanel, Louis Vuitton і Armani; фотографував Ніколь Кідман, Мадонну, Джанет Джексон, Гілларі Клінтон та ін.

## Біографія
Патрік Демаршельє народився 21 серпня 1943 року. Його дитинство пройшло у французькому портовому місті Гавр. То був важкий час німецької окупації. У другій половині 1950-х років підліток захопився фотографією, а коли йому виповнилося 17 років оголосив матері і батькові (а заодно і вітчиму) про своє рішення стати фотографом. Батьки йому не суперечили і навіть підтримували його прагнення, оскільки хлопець погано вчився в школі. Незабаром після цих подій вітчим на 17-річчя подарував Патріку свій старий «Eastman Kodak» і молодий чоловік зміг перейти від «фотографування очима» — а цим він займався скільки себе пам'ятав — до традиційнішого способу отримання фотографічних зображень. У ньому відразу прокинулася комерційна жилка, він став фотографувати за гроші, спочатку друзів і родичів, поступово розширюючи це коло. Цим він займається і до цього дня, тільки замість 3-6 сантимів (сота частина франка) його знімки коштують тисячі та десятків тисяч доларів. Проте в 1960-х роках все складалося зовсім не так вдало. Деякий час починаючий фотограф підробляв у фотомайстернях, займався друком та робив ретуш, виготовляв комбіновані фотографії для випускних класів шкіл тощо. Незабаром робота в лабораторії йому наскучила, він вирішив фотографувати сам: близько року працював для дрібних агентств, деякий час був асистентом у відомого фотографа Ханса Фойрера, потім вирішив піти у рекламний бізнес. На початку 1970-х років його роботи стали з'являтися в таких відомих журналах як «Elle», «Marie Claire» і «20 ans». У Демаршельє не було жодної формальної освіти в області мистецтв — втім, у нього взагалі не було освіти за професійним спрямуванням.
|  | В основному я вчився фотографувати ... просто фотографуючи, роблячи велику кількість знімків. Я припускав багато помилок, але саме вони вчать найкраще. Робота фотографа на кшталт спорту: ти повинен тренуватися щодня. |

Іншими вчителями Демаршельє були фотографи, серед яких він особливо виділяв Річарда Аведона, Хельмута Ньютона і Ірвіна Пенна.
У 1975 році 32-річний Демаршельє виїхав з Франції в Сполучені Штати. Нікому не відомий французький фотограф прямує за своєю коханою дівчиною. Приїхавши в Нью-Йорк, він дізнається, що кохана вже знайшла йому заміну. Незважаючи на незнання англійської мови і порожній гаманець, саме в Америці кар'єра Патріка Демаршельє несподівано швидко пішла в гору. Його фотографії з'явилися в престижних журналах «Glamour» та «Mademoiselle». Незабаром його роботу помітив і оцінив художній директор видавництва «Conde Nast Publications» (за сумісництвом художник, скульптор, дизайнер і фотограф) Олександр Ліберман. У 1980-х роках Демаршельє цілком вдало співпрацював з уже названими журналами «Glamour» та «Mademoiselle», до яких додалися «GQ», «Rolling Stone», а дещо пізніше і «Vogue». У 1992 році Патрік Демаршельє стає головним фотографом журналу «Harper's Bazaar».

## Фотографії Демаршельє
Патрік Демаршельє змінив розуміння рекламної фотографії, зображуючи людей природними на знімках. Талант майстра полягає в тому, що він вміє легко розташувати до себе людей, вміє створити невимушену, легку і ненапружену атмосферу, змушує модель забути про присутність камери. Не залежно від того, чи працює Патрік в сфері моди або знімає природу, його фотографії визнають шедеврами. Патрік Демаршельє не терпить награності і пропагує невимушений знімок, або, як каже сам фотограф — «випадковий кадр».
|  | Я намагаюся створити атмосферу, в якій людина відчуває себе невимушено. Мені не подобатися відчуття, що між мною і людиною є фотокамера, тому я роблю все можливе, щоб вони про це забули. |

 — пояснював майстер головний секрет свого успіху. Цей метод дозволив йому зробити безліч чудових портретів, зокрема знаменитий портрет  Принцеси Діани в 1992 році. Ті ж принципи фотограф намагається застосовувати не тільки в портретній зйомці, але і при роботі з оголеною натурою. Не можна, звичайно, стверджувати, що всі фотографії Демаршельє виглядають як випадкові — багато його робіт в жанрі оголеної натури, фотографії для модних журналів, портрети, композиційні етюди і навіть фотографії тварин в природному (або псевдо-природному) середовищі несуть у собі явний відбиток позування і штучності. Тим не менш, значну — ймовірно найкращу — частину його творчості складають саме фотографії, що тяжіють до естетики «випадкового кадру». І хоча у Патріка Демаршельє було кілька кумирів серед відомих майстрів, на прикладах яких він навчався, як, наприклад, Ірвін Пенн, Хельмут Ньютон, Річард Аведон, головним порадником і вчителем для себе був він сам. Його основний принцип був такий, що у фотографії потрібно бути як і у спорті: наполегливим і тренуватися щодня. Саме тоді можна зрозуміти помилки, які робиш, і придбати потрібний досвід. Демаршельє відноситься до поціновувачів прекрасного тіла і гарного обличчя, і для нього немає нічого прекраснішого ніж прояви емоцій. Тому він так часто розмовляє зі своїми моделями перед тим, як зробити «випадковий» знімок. Такий же принцип він використовує і при фотографуванні оголеної натури. Зосереджуючи увагу моделі на виразі обличчя, він змушує піти від помилкового позування тілом.

У 1995 році він випустив свій перший фотоальбом з лаконічним найменуванням «Патрік Демаршельє: Фотографії» (Patrick Demarchelier: Photographs). Звичайний тираж подібних видань становить дві-три тисячі примірників. Демаршельє видав 12000 примірників, але вже через рік він випустив ще 5000. У 1997 році вийшла книга «Патрік Демаршельє: Відкриття елегантності» (Patrick Demarchelier: Exposing Elegance), а в 1998 році — «Патрік Демаршельє: Форми» (Patrick Demarchelier: Forms). За цим настала десятирічна перерва — хоча в цей період його книги кілька разів перевидавалися. Нарешті в 2008 році вийшов новий фотоальбом зі старим найменуванням «Патрік Демаршельє: Фотографії», у якого був ще більший попит, ніж у першого.

## Фотограф-Бренд
Патрік Демаршельє відомий навіть тим, хто ніколи не чув його ім'я — через його роботи, що з'являються на сторінках модних глянцевих журналів вже протягом 30 років. Патрік Демаршельє є доволі впливовою фігурою у світі фешн-фотографії. Його авторитет настільки високий, що його ім'я стає майже брендом. У фільмі «Диявол носить Prada» героїня Меріл Стріп наказує асистентці:
|  | Дістань мені Демаршельє! |

 що в свою чергу дуже засмучує дівчину: дістати Демаршельє зовсім не просто. Він один з найбільш затребуваних фотографів, з яким працюють найкращі моделі. Серед його клієнтів можна побачити Calvin Klein, Ralph Lauren, Versace, Chanel, Louis Vuitton і Armani, а також такі зірки як Ніколь Кідман, Мадонна, Джанет Джексон, Гілларі Клінтон, Анджеліна Джолі, Брітні Спірс, принцеса Діана, Жан-Поль Готьє, Гвінет Пелтроу і багатьох інших знаменитостей. Він також знімав для рекламних кампаній Dior, Louis Vuitton, Celine, TAG Heuer, Yves Saint Laurent, Lacoste.

## Демаршельє та Pirelli
Початок XXI століття для Демаршельє — час успіху і визнання. У 2005 році він отримав замовлення на створення календаря компанії Pirelli — для фотографа, що працює в жанрі оголеної натури, це найвище визнання. Він настільки успішно впорався з роботою, що отримав замовлення на 2008 рік. У 2007 році фотограф був удостоєний нагороди Елеонор Ламберт (Eleanor Lambert Award) як найкращий «іміджмейкер» в області дизайну. У цьому ж році він став Офіцером Ордена Літератури і Мистецтва (de l'ordre des Arts et des Lettres)- однієї з чотирьох головних державних нагород Франції заснованої в 1957 році з метою відзначати найвидатніших діячів світової культури. Нагороду Демаршельє вручила пані Крістін Албанель (Christine Albanel) — міністр культури Франції.

## Цікаві факти
- Патрік Демаршельє ніколи не закінчував фотошколи та будь-яких навчальних закладів, де вивчають мистецтво. Він вчився на власних помилках, величезній кількості власних знімків, аналізуючи кожен з них окремо. Він вважає, що найнеобхідніше для фотографа — це практика. Таланту ж навчитися не можна, як і не можна прищепити собі нестандартне мислення, чи багату уяву[3].
- У 1989 році, він став офіційним фотографом Принцеси Діани. Пізніше, він перетворився в першого небританського фотографа, який фотографував Британську королівську сім'ю[7].